# Lista de montanhas de São Tomé e Príncipe
Este anexo é composto por uma lista de Montanhas de São Tomé e Príncipe.

## Ilha de São Tomé
- Pico de São Tomé
- Pico Ana Chaves
- Cabumbé
- Cão Grande
- Morro Lembá
- Charuto
- Morro de Dentro

## Ilha do Príncipe
- Morro Fundão
- Morro Caixão
- Pico Papagaio
- Morro Iõla
- Morro Leste
- Pico Mencorne
- Carrote
- Mesa
- Bariga Branca
- As Mamas
- Pico Negro